# Gampsocera curvinervis
Gampsocera curvinervis är en tvåvingeart som beskrevs av Becker 1911. Gampsocera curvinervis ingår i släktet Gampsocera och familjen fritflugor.
Artens utbredningsområde är Taiwan. Inga underarter finns listade i Catalogue of Life.